# Parachordodes tolosanus
Parachordodes tolosanus är en tagelmaskart som först beskrevs av Félix Dujardin 1842.  Parachordodes tolosanus ingår i släktet Parachordodes och familjen Chordodidae. Inga underarter finns listade i Catalogue of Life.